# Liste der denkmalgeschützten Objekte in Bludenz
Die Liste der denkmalgeschützten Objekte in Bludenz enthält die 69 denkmalgeschützten, unbeweglichen Objekte der Stadt Bludenz im Bezirk Bludenz.

## Denkmäler
| Foto |                 | Denkmal | Standort                                      | Beschreibung | Metadaten |
| ---- | --------------- | --- | --------------------------------------------- | --- | --- |
| ja   | Datei hochladen | Villa Beck HERIS-ID: 111210 Objekt-ID: 128999 | Alte Landstraße 14 Standort KG: Bludenz       | Die Villa Beck ist ein 1934/1935 von Alois Dönz und Franz Reznicek erbautes Einfamilienhaus. | BDA-Hist.: Q37822611 Status: Bescheid Stand der BDA-Liste: 2025-06-30 Name: Villa Beck GstNr.: .1358 Bludenz Villa Beck |
| ja   | Datei hochladen | Villa Armatin HERIS-ID: 33397 Objekt-ID: 30867 | Alte Landstraße 17 Standort KG: Bludenz       | Die 1885 von Georg Baumeister erbaute Villa ist ein späthistoristisch-romantischer Bau mit Krüppelwalmdächern. Sie verfügt unter anderem über einen Erker mit Türmchenbekrönung, ein Fresko der hl. Maria, ein Neorenaissanceportal und Wasserspeier. | BDA-Hist.: Q37952093 Status: Bescheid Stand der BDA-Liste: 2025-06-30 Name: Villa Armatin GstNr.: 42/5 Bludenz Villa Alte Landstraße 17 |
| ja   | Datei hochladen | Villa Anton Jehly HERIS-ID: 40901 Objekt-ID: 41109 | Alte Landstraße 18 Standort KG: Bludenz       | Die 1890–1893 von Ignaz Wolff erbaute Villa ist ein späthistoristischer Bau mit Fachwerkgiebelzone, neomanieristische Dekorationsmalerei und Sandsteinportal. | BDA-Hist.: Q37997022 Status: Bescheid Stand der BDA-Liste: 2025-06-30 Name: Villa Anton Jehly GstNr.: 27/3 Bludenz Villa Alte Landstraße 18 |
| ja   | Datei hochladen | Aufnahmsgebäude Braz HERIS-ID: 59257 Objekt-ID: 70358                                                                                                  | Bahnhofstraße 8 Standort KG: Bludenz          | Das Aufnahmegebäude der Arlbergbahn bei Außerbraz wurde, wie auch viele andere Bahnhofsbauten des späten 19. und frühen 20. Jahrhunderts, auf Wunsch der Bevölkerung weit außerhalb des damaligen Siedlungsgebietes errichtet. Ende des 20. Jahrhunderts wurde die Personen- und Güterabfertigung an diesem Standort eingestellt. | BDA-Hist.: Q38086543 Status: Bescheid Stand der BDA-Liste: 2025-06-30 Name: Aufnahmsgebäude Braz GstNr.: .749 Braz Aufnahmsgebäude |
| ja   | Datei hochladen | Villa Walch HERIS-ID: 33398 Objekt-ID: 30868 | Bahnhofstraße 10 Standort KG: Bludenz         | Historistische Villa aus dem 4. Viertel des 19. Jahrhunderts | BDA-Hist.: Q37952102 Status: Bescheid Stand der BDA-Liste: 2025-06-30 Name: Villa Walch GstNr.: 110/1 |
| ja   | Datei hochladen | Ansitz, Zürcherhaus HERIS-ID: 33399 Objekt-ID: 30869                                                                                                   | Brunnenfelderstraße 3 Standort KG: Bludenz    | Sitz der seit 1274 erwähnten Ministerialen von Brunnenfeld, Anfang des 17. Jahrhunderts bis 1730/40 im Besitz der Patrizier Zürcher von Guldenpöck, dreigeschoßiger Baukubus unter Satteldach, im Kern 13. Jahrhundert, nicht differenzierbare Umbauten bis ins 19. Jahrhundert, an der westlichen Giebelfront Holzvorbau von 1935 | BDA-Hist.: Q37952113 Status: Bescheid Stand der BDA-Liste: 2025-06-30 Name: Ansitz, Zürcherhaus GstNr.: 1580/1 Bludenz Zürcherhaus |
| BW   | Datei hochladen | Zementwerke-Villa HERIS-ID: 113318 Objekt-ID: 131606seit 2019                                                                                          | Brunnenfelderstraße 42 Standort KG: Bludenz   | Die späthistoristische Villa mit Kreuzgiebel, Türmchen und Altanen mit Eisengittern liegt in einem parkartigen Garten und zeigt insbesondere in der Fachwerk-Dachzone Einflüsse des Heimatstils. | BDA-Hist.: Q105647129 Status: Bescheid Stand der BDA-Liste: 2025-06-30 Name: Zementwerke-Villa GstNr.: .821, 1619/1 |
| ja   | Datei hochladen | Evangelischer Friedhof HERIS-ID: 56344 Objekt-ID: 65654                                                                                                | Büntweg Standort KG: Bludenz                  | Der Evangelische Friedhof in Bludenz wurde am 28. Juni 1887 seiner Bestimmung übergeben. | BDA-Hist.: Q38071530 Status: § 2a Stand der BDA-Liste: 2025-06-30 Name: Evangelischer Friedhof GstNr.: 894/2, 894/3 Bludenz Evangelischer Friedhof |
| ja   | Datei hochladen | Straßenbrücke, Illbrücke Bludenz-Bürs HERIS-ID: 46998 Objekt-ID: 49417                                                                                 | Illbrücke Bludenz-Bürs Standort KG: Bludenz   | Bei der Illbrücke Bludenz-Bürs handelt es sich um eine Bogenbrücke mit aufgeständerter Fahrbahn. Sie verbindet die Gemeinden Bludenz und Bürs über die Ill. | BDA-Hist.: Q106786476 Status: Bescheid Stand der BDA-Liste: 2025-06-30 Name: Straßenbrücke, Illbrücke Bludenz-Bürs GstNr.: 3616/2 Brücke Bludenz-Bürs |
| BW   | Datei hochladen | Wohn- und Geburtshaus Jehly/Gulbransson samt Hangterrassierung und Stützmauer HERIS-ID: 59911seit 2025                                                 | Haldenweg 7 Standort KG: Bludenz              | Geburtshaus von Grete Gulbransson | BDA-Hist.: Q135183753 Status: Bescheid Stand der BDA-Liste: 2025-06-30 Name: Wohn- und Geburtshaus Jehly/Gulbransson samt Hangterrassierung und Stützmauer GstNr.: .538/3, 2266/2 |
| ja   | Datei hochladen | Haus Schädler HERIS-ID: 111389 Objekt-ID: 129221 | Herrengasse 37 Standort KG: Bludenz           | 1938/39 von Alois Dönz und Franz Reznicek erbautes Einfamilienhaus, kubischer Bau mit Zeltdach | BDA-Hist.: Q37823913 Status: Bescheid Stand der BDA-Liste: 2025-06-30 Name: Haus Schädler GstNr.: .1466 Bludenz Haus Schädler |
| ja   | Datei hochladen | Reihenhausanlage „In der Halde I“ HERIS-ID: 112541 Objekt-ID: 130747seit 2016                                                                          | In der Halde 27-31b Standort KG: Bludenz      | Die von Hans Purin geplante Reihenhausanlage wurde in den Jahren 1965 bis 1967 erbaut und 1969 mit dem Bauherrenpreis ausgezeichnet. Die einzelnen Wohneinheiten sind als schwarz eingelassene Holzkonstruktion ausgeführt, als Abtrennung dienen weiße Betonwände. Die drei Häuser der „Halde I“ sind an der Breitseite talwärts ausgerichtet und von unten zugänglich. | BDA-Hist.: Q37831560 Status: Bescheid Stand der BDA-Liste: 2025-06-30 Name: Reihenhausanlage „In der Halde I“ GstNr.: 2266/28, 2266/29, 2266/30, 2266/32 |
| ja   | Datei hochladen | Reihenhausanlage „In der Halde II“ HERIS-ID: 112543 Objekt-ID: 130749seit 2020                                                                         | In der Halde 28-52 Standort KG: Bludenz       | Die von Hans Purin geplante Reihenhausanlage wurde in den Jahren 1965 bis 1967 erbaut und 1969 mit dem Bauherrenpreis ausgezeichnet. Die einzelnen Wohneinheiten sind als schwarz eingelassene Holzkonstruktion ausgeführt, als Abtrennung dienen weiße Betonwände. Bei den neun Häusern der „Halde II“ ist die Schmalseite dem Tal zugewandt und der Zugang befindet sich oberhalb der Siedlung. | BDA-Hist.: Q105646811 Status: Bescheid Stand der BDA-Liste: 2025-06-30 Name: Reihenhausanlage „In der Halde II“ GstNr.: 2267/7, 2267/21, 2267/20, 2267/19, 2267/17, 2267/16, 2267/15, 2267/14, 2267/13 |
| ja   | Datei hochladen | Anlage Franziskanerkloster Bludenz, ehem. Kapuzinerkloster HERIS-ID: 56114 Objekt-ID: 65112                                                            | Kapuzinerstraße 2 Standort KG: Bludenz        | 1645 gegründet, Kloster 1649/50 von den Maurermeistern Christoph Schueler und Adrian Keller erbaut, 1752 Bau der Krankenabteilung, jetzt Winterchor, 1756 Erweiterung gegen Osten (Provinzialtrakt), 1927 Erweiterung nach Norden, 1941–1945 Aufhebung, Rechteckanlage um Klosterhof, nördlich Klosterkirche, westlich Lourdeskapelle, Klosterkirche Zu Maria Heimsuchung 1648/49 von Christoph Schueler und Zimmermeister Andreas Neyer erbaut, 1651 nach Brand wiederhergestellt und geweiht, schlichter Bau mit Langhaus, eingezogenem gerade abschließendem Chor unter gemeinsamem Satteldach, Turm mit Spitzhelm über der Chormitte. Am 10. Juli 1991 haben die Kapuziner das Kloster aus personellen Gründen aufgelassen. Die Franziskaner aus der Ordensprovinz Posen haben sich bereit erklärt, das Kloster zu übernehmen und im Sinne der Kapuziner weiterzuführen. Die 21 Besitzerpfarrgemeinden haben das Kloster in den Jahren 1992 bis 1996 renoviert. | BDA-Hist.: Q38070051 Status: § 2a Stand der BDA-Liste: 2025-06-30 Name: Anlage Franziskanerkloster Bludenz, ehem. Kapuzinerkloster GstNr.: .260, .259/1, 216 Kapuzinerkloster Bludenz |
| ja   | Datei hochladen | Spitalkirche zur Hl. Dreifaltigkeit HERIS-ID: 56338 Objekt-ID: 65647                                                                                   | Kirchgasse 4 Standort KG: Bludenz             | 1486 urkundlich Spitalkirche, Bürgerspital schon um 1330, 1472 geweiht, nach Brand 1682–1686 von Josef Gort wiederhergestellt, 1694 geweiht, 1842 renoviert, 1960 restauriert, geostetes Langhaus mit eingezogenem gotischen 3/8-Chor unter gemeinsamem Satteldach, Glockenturm mit Spitzhelm im Westen, nördlich angebaute Sakristei | BDA-Hist.: Q1257647 Status: § 2a Stand der BDA-Liste: 2025-06-30 Name: Spitalkirche zur Hl. Dreifaltigkeit GstNr.: .110 Dreifaltigkeitskirche (Bludenz) |
| ja   | Datei hochladen | Stadttor, Oberes Tor HERIS-ID: 56399 Objekt-ID: 65820                                                                                                  | Kirchgasse 9 Standort KG: Bludenz             | Das Obere Tor, auch Feldkircher Tor genannt, wurde im letzten Viertel des 15. Jahrhunderts als Teil der Bludenzer Stadtbefestigung errichtet. Das eigentliche Tor ist Teil eines dreigeschoßigen Baus mit Krüppelwalmdach, der in der Neuzeit als Stadtmuseum Verwendung fand. | BDA-Hist.: Q1264893 Status: § 2a Stand der BDA-Liste: 2025-06-30 Name: Stadttor, Oberes Tor GstNr.: .119 Oberes Tor Bludenz |
| ja   | Datei hochladen | Textilfabrik, Arbeiterwohnhaus HERIS-ID: 23789 Objekt-ID: 20152                                                                                        | Klarenbrunnstraße 38 Standort KG: Bludenz     | Das zweigeschoßige Arbeiterwohnhaus ist als Backsteinbau ausgeführt. | BDA-Hist.: Q37879068 Status: Bescheid Stand der BDA-Liste: 2025-06-30 Name: Textilfabrik, Arbeiterwohnhaus GstNr.: .743 Bludenz Arbeiterwohnhäuser Klarenbrunnstraße |
| ja   | Datei hochladen | Textilfabrik, Arbeiterwohnhaus HERIS-ID: 23788 Objekt-ID: 20151                                                                                        | Klarenbrunnstraße 40 Standort KG: Bludenz     | Das zweigeschoßige Arbeiterwohnhaus ist als Backsteinbau ausgeführt. | BDA-Hist.: Q37879045 Status: Bescheid Stand der BDA-Liste: 2025-06-30 Name: Textilfabrik, Arbeiterwohnhaus GstNr.: .742 Bludenz Arbeiterwohnhäuser Klarenbrunnstraße |
| ja   | Datei hochladen | Textilfabrik, Arbeiterwohnhaus HERIS-ID: 23787 Objekt-ID: 20150                                                                                        | Klarenbrunnstraße 42 Standort KG: Bludenz     | Das zweigeschoßige Arbeiterwohnhaus ist als Backsteinbau ausgeführt. | BDA-Hist.: Q37879025 Status: Bescheid Stand der BDA-Liste: 2025-06-30 Name: Textilfabrik, Arbeiterwohnhaus GstNr.: .741 Bludenz Arbeiterwohnhäuser Klarenbrunnstraße |
| ja   | Datei hochladen | Textilfabrik, Direktorhaus HERIS-ID: 23786 Objekt-ID: 20149                                                                                            | Klarenbrunnstraße 44 Standort KG: Bludenz     | Das zweigeschoßige Arbeiterwohnhaus (Direktorhaus) ist als Backsteinbau ausgeführt. | BDA-Hist.: Q37878990 Status: Bescheid Stand der BDA-Liste: 2025-06-30 Name: Textilfabrik, Direktorhaus GstNr.: .740 Bludenz Klarenbrunnstraße 44 |
| ja   | Datei hochladen | Spinnerei Klarenbrunn – Fabriksgebäude, Kraftzentrale, Kanal HERIS-ID: 5822 Objekt-ID: 1696                                                            | Klarenbrunnstraße 46 Standort KG: Bludenz     | Langgestreckter vielachsiger zweigeschoßiger Werkhallentrakt, von John Felber aus Manchester erbaut, ausgeführt von Ritter und Ignaz Wolf 1883/84, Backstein, bastionenartige Vorbauten, innen Eisenkonstruktion | BDA-Hist.: Q37855123 Status: Bescheid Stand der BDA-Liste: 2025-06-30 Name: Spinnerei Klarenbrunn – Fabriksgebäude, Kraftzentrale, Kanal GstNr.: 1482/11, .738 Bludenz Spinnerei Klarenbrunn |
| ja   | Datei hochladen | Wegkapelle hl. Anna HERIS-ID: 56340 Objekt-ID: 65650                                                                                                   | Klostertalerstraße Standort KG: Bludenz       | 1640 geweiht, nordorientierter Rechteckbau mit 3/8-Schluss unter Satteldach und Dachreiter | BDA-Hist.: Q22250177 Status: § 2a Stand der BDA-Liste: 2025-06-30 Name: Flur-/Wegkapelle, hl. Anna GstNr.: .589/1 Wegkapelle hl. Anna, Bludenz |
| ja   | Datei hochladen | Volksschule Außerbraz HERIS-ID: 66840 Objekt-ID: 79751                                                                                                 | Mühlekreisweg 13 Standort KG: Bludenz         | | BDA-Hist.: Q38114672 Status: § 2a Stand der BDA-Liste: 2025-06-30 Name: Volksschule Außerbraz GstNr.: .626 |
| ja   | Datei hochladen | Teil der Stadtmauer HERIS-ID: 25432 Objekt-ID: 21859                                                                                                   | Mühlgasse 5 Standort KG: Bludenz              | In der Pulverturmstraße sind Reste der im 19. Jahrhundert zum größten Teil abgetragenen Stadtbefestigung erhalten. | BDA-Hist.: Q37893743 Status: Bescheid Stand der BDA-Liste: 2025-06-30 Name: Teil der Stadtmauer GstNr.: .204 Stadtbefestigung Bludenz |
| ja   | Datei hochladen | Wohnhaus HERIS-ID: 66942 Objekt-ID: 79856 | Mühlgasse 22 Standort KG: Bludenz             | Das Wohnhaus mit tonnengewölbter Laube stammt im Kern aus dem 16. und 17. Jahrhundert. | BDA-Hist.: Q38114905 Status: Bescheid Stand der BDA-Liste: 2025-06-30 Name: Wohnhaus GstNr.: .185 Bludenz Mühlgasse 22 Wohnhaus |
| ja   | Datei hochladen | Stadttor, Haus Mühletor HERIS-ID: 33400 Objekt-ID: 30870                                                                                               | Mühlgasse 26 Standort KG: Bludenz             | Der dreigeschoßige Bau unter einem Krüppelwalmdach stammt ursprünglich aus dem späten 15. Jahrhundert, wurde später aber mehrfach umgestaltet. | BDA-Hist.: Q37952125 Status: Bescheid Stand der BDA-Liste: 2025-06-30 Name: Stadttor, Haus Mühletor GstNr.: .209 Unteres Tor Bludenz |
| ja   | Datei hochladen | Villa Lorünser HERIS-ID: 113356 Objekt-ID: 131650seit 2020                                                                                             | Obdorfweg 1 Standort KG: Bludenz              | Die Villa Lorünser wurde im späten 19. Jahrhundert nach Plänen des Bludenzer Architekten Johann Wachter für den Unternehmer Emil Stephan Gassner und seine Frau Hilde errichtet. Im Zweiten Weltkrieg wurde sie von einer Wehrmachtsbehörde genutzt und ab 1945 als Quartier eines französischen Lagerkommandanten. Später wurde sie an die Christian Lorünsers Erben GmbH verkauft. Nach dem Tod der letzten Bewohnerin, Ilse Lorünser, erwarb eine Immobilienfirma das Gebäude, nahm in Zusammenarbeit mit dem Bundesdenkmalamt die Sanierung in Angriff und machte es unter anderem für Vernissagen und Ausstellungen zugänglich. | BDA-Hist.: Q86428555 Status: Bescheid Stand der BDA-Liste: 2025-06-30 Name: Villa Lorünser GstNr.: .785, 639/1 Villa Lorünser, Bludenz |
| BW   | Datei hochladen | Volksschule Obdorf HERIS-ID: 113601seit 2021 | Obdorfweg 19 Standort KG: Bludenz             | | BDA-Hist.: Q107707266 Status: Bescheid Stand der BDA-Liste: 2025-06-30 Name: Volksschule Obdorf GstNr.: 671/1, 671/5 |
| ja   | Datei hochladen | Kath. Pfarrkirche zur Hl. Dreifaltigkeit, Bings HERIS-ID: 56341 Objekt-ID: 65651                                                                       | Oberbings 14 Standort KG: Bludenz             | Die römisch-katholische Pfarrkirche zur Hl. Dreifaltigkeit in Bings wurde 1953–1955 errichtet. | BDA-Hist.: Q1563005 Status: § 2a Stand der BDA-Liste: 2025-06-30 Name: Kath. Pfarrkirche zur Hl. Dreifaltigkeit, Bings GstNr.: .1799 Pfarrkirche Heiligste Dreifaltigkeit Bings |
| ja   | Datei hochladen | Volksschule HERIS-ID: 56104 Objekt-ID: 65101 | Oberbings 16 Standort KG: Bludenz             | Der Blockbau der Volksschule mit arkadiertem Eingangsbereich und mächtigem Satteldach entstand etwas nach 1950. | BDA-Hist.: Q38070035 Status: § 2a Stand der BDA-Liste: 2025-06-30 Name: Volksschule GstNr.: .1741 Volksschule Bings |
| ja   | Datei hochladen | Evang. Pfarrkirche A.B. zum Guten Hirten HERIS-ID: 56345 Objekt-ID: 65655                                                                              | Oberfeldweg 13 Standort KG: Bludenz           | Die evangelisch-reformierte Kirche zum Guten Hirten wurde 1935 bis 1936 nach Plänen der Architekten Dehm und Nigg als Predigtstelle gebaut und 1965 zur Pfarrkirche erhoben. | BDA-Hist.: Q1742990 Status: § 2a Stand der BDA-Liste: 2025-06-30 Name: Evang. Pfarrkirche A.B. zum Guten Hirten GstNr.: .1357 Kirche zum Guten Hirten (Bludenz) |
| ja   | Datei hochladen | Teile der ehemaligen Stadtmauer HERIS-ID: 59912 Objekt-ID: 71590                                                                                       | Pulverturmstraße Standort KG: Bludenz         | In der Pulverturmstraße sind Reste der im 19. Jahrhundert zum größten Teil abgetragenen Stadtbefestigung erhalten. | BDA-Hist.: Q38089139 Status: § 2a Stand der BDA-Liste: 2025-06-30 Name: Teile der ehemaligen Stadtmauer GstNr.: 3580/2 |
| ja   | Datei hochladen | Brunnen hl. Johannes Nepomuk HERIS-ID: 56096 Objekt-ID: 65093                                                                                          | Rathausgasse Standort KG: Bludenz             | Die Figur des heiligen Johannes Nepomuk auf dem Brunnen stammt aus dem Jahr 1735. | BDA-Hist.: Q38069980 Status: § 2a Stand der BDA-Liste: 2025-06-30 Name: Brunnen hl. Johannes Nepomuk GstNr.: 3575 Brunnen hl. Johannes Nepomuk, Bludenz |
| ja   | Datei hochladen | Altes Rathaus HERIS-ID: 33401 Objekt-ID: 30871 | Rathausgasse 1 Standort KG: Bludenz           | Das Alte Rathaus stammt im Kern aus der Mitte des 16. Jahrhunderts, wurde im frühen 20. Jahrhundert aber außen wie innen weitgehend umgestaltet. | BDA-Hist.: Q37952132 Status: Bescheid Stand der BDA-Liste: 2025-06-30 Name: Altes Rathaus GstNr.: .102 Bludenz Altes Rathaus |
| ja   | Datei hochladen | Wohn- und Geschäftshaus, Tschofenhaus HERIS-ID: 56099 Objekt-ID: 65096                                                                                 | Rathausgasse 2 Standort KG: Bludenz           | Das mächtige Haus stammt im Kern aus dem 16. und 17. Jahrhundert. Die Fresken der Trachtenfiguren an der Fassade wurden im Jahr 1937 angebracht. | BDA-Hist.: Q38070002 Status: Bescheid Stand der BDA-Liste: 2025-06-30 Name: Wohn- und Geschäftshaus, Tschofenhaus GstNr.: .84 Bludenz Tschofenhaus |
| ja   | Datei hochladen | Wohn- und Geschäftshaus, Musikschule HERIS-ID: 56098 Objekt-ID: 65095                                                                                  | Rathausgasse 12 Standort KG: Bludenz          | Das dreigeschoßige Haus mit Korbbogenportal und Runderker stammt im Kern aus der 1. Hälfte des 16. Jahrhunderts. | BDA-Hist.: Q38069992 Status: § 2a Stand der BDA-Liste: 2025-06-30 Name: Wohn- und Geschäftshaus, Musikschule GstNr.: .80/1 Bludenz ehem Musikschule |
| ja   | Datei hochladen | Ortskapelle hl. Antonius HERIS-ID: 56339 Objekt-ID: 65649                                                                                              | Rungelin Standort KG: Bludenz                 | Die Filialkirche in Rungelin, 1668 an Stelle eines Bildstocks von 1531 errichtet, ist dem hl. Antonius von Padua geweiht. Langhaus und Chor liegen unter einem gemeinsamen Satteldach, westlich ist eine Sakristei angebaut. Über der Giebelfassade erhebt sich ein Glockentürmchen mit Spitzhelm. | BDA-Hist.: Q1422456 Status: § 2a Stand der BDA-Liste: 2025-06-30 Name: Ortskapelle hl. Antonius GstNr.: .505 St. Antonius church, Bludenz |
| ja   | Datei hochladen | Friedhof HERIS-ID: 66803 Objekt-ID: 79712 | bei Rungelinerstraße 2 Standort KG: Bludenz   | Die rechteckige Friedhofsanlage mit etlichen bemerkenswerten Grabstätten und umlaufenden Rundbogenarkaden wurde 1887 errichtet und 1908 erweitert. | BDA-Hist.: Q38114545 Status: § 2a Stand der BDA-Liste: 2025-06-30 Name: Friedhof christlich GstNr.: 1075/2, 1142/5 Friedhof Bludenz |
| ja   | Datei hochladen | Schloss Gayenhofen/Bezirkshauptmannschaft und Teile der Stadtmauer HERIS-ID: 56100 Objekt-ID: 65097                                                    | Schloss-Gayenhof-Platz 2 Standort KG: Bludenz | Das mit der Laurentiuskirche ein Ensemble bildende Schloss Gayenhofen wurde 1746/1747 im Auftrag des Freiherrn Franz Andreas von Sternbach an Stelle der 1491 durch einen Brand zerstörten Burg Bludenz in klassizistischem Stil errichtet. 1959 gelangte es in den Besitz des Landes Vorarlberg und wurde als Amtsgebäude für die Bezirkshauptmannschaft adaptiert. Auf dem Gelände sind auch Reste der im 19. Jahrhundert zum größten Teil abgetragenen Stadtbefestigung erhalten. | BDA-Hist.: Q2241150 Status: § 2a Stand der BDA-Liste: 2025-06-30 Name: Schloss Gayenhofen/Bezirkshauptmannschaft und Teile der Stadtmauer GstNr.: .2, 1 Schloss Gayenhofen |
| ja   | Datei hochladen | Kath. Pfarrkirche hl. Laurentius HERIS-ID: 56336 Objekt-ID: 65645                                                                                      | Schloss-Gayenhof-Platz 6 Standort KG: Bludenz | Die Laurentiuskirche wurde im 14. Jahrhundert errichtet. Durch einen Stadtbrand zerstört, wurde sie 1491–1514 im gotischen Stil wieder aufgebaut. Das Langhaus wurde in der Mitte des 18. Jahrhunderts verlängert und blieb danach weitgehend unverändert. Der Turm entstand 1667–1670 anstelle eines alten Beinhauses, sein markanter Zwiebelturm ist ein Wahrzeichen der Stadt. Die zweigeschoßige Sakristei wurde 1770 angebaut. | BDA-Hist.: Q1691116 Status: § 2a Stand der BDA-Liste: 2025-06-30 Name: Kath. Pfarrkirche hl. Laurentius GstNr.: .1 St. Laurentius (Bludenz) |
| ja   | Datei hochladen | Kindergarten HERIS-ID: 83137 Objekt-ID: 97005 | Sonnenbergstraße 6 Standort KG: Bludenz       | | BDA-Hist.: Q38179919 Status: § 2a Stand der BDA-Liste: 2025-06-30 Name: Kindergarten GstNr.: .2030 Bludenz Sonnenbergstraße Kindergarten |
| BW   | Datei hochladen | Wohnhaus HERIS-ID: 112565 Objekt-ID: 130772seit 2016                                                                                                   | Sonnenbergstraße 12 Standort KG: Bludenz      | Das bäuerliche Haus ist mit 1807 bezeichnet. | BDA-Hist.: Q37831671 Status: Bescheid Stand der BDA-Liste: 2025-06-30 Name: Wohnhaus GstNr.: .353 |
| ja   | Datei hochladen | Kath. Pfarrkirche zum Unbefleckten Herzen Mariens HERIS-ID: 56123 Objekt-ID: 65123                                                                     | Sonnenbergstraße 14 Standort KG: Bludenz      | Die Stadtpfarrkirche Herz Mariä, auch Fatima-Kirche genannt, wurde in den Jahren 1948 bis 1950 als erster Nachkriegs-Kirchenneubau Vorarlbergs nach Plänen des Architekten Otto Linder und auf Betreiben des Pfarrers Adolf Ammann aus Dank dafür errichtet, dass Bludenz von Kriegsschäden verschont geblieben war. | BDA-Hist.: Q1398154 Status: § 2a Stand der BDA-Liste: 2025-06-30 Name: Kath. Pfarrkirche zum Unbefleckten Herzen Mariens GstNr.: .1583 Fatimakirche (Bludenz) |
| ja   | Datei hochladen | Pfarrhof HERIS-ID: 84893 Objekt-ID: 99051 | Sonnenbergstraße 14 Standort KG: Bludenz      | Der Pfarrhof wurde in den Jahren 1948 bis 1950 nach Plänen von Otto Linder erbaut. | BDA-Hist.: Q38184210 Status: § 2a Stand der BDA-Liste: 2025-06-30 Name: Pfarrhof GstNr.: .1583 Bludenz Sonnenbergstraße Pfarrhof |
| ja   | Datei hochladen | Ehem. Bezirksgericht, Landespolizeikommando HERIS-ID: 56122 Objekt-ID: 65122                                                                           | Sparkassenplatz 2 Standort KG: Bludenz        | Das große Gebäude entstand in den Jahren 1927 bis 1929 im Heimatstil und wurde früher als Bezirksgericht genutzt. | BDA-Hist.: Q38070068 Status: Bescheid Stand der BDA-Liste: 2025-06-30 Name: Ehem. Bezirksgericht, Landespolizeikommando GstNr.: .1201, .1265, .1202 Bezirksgericht Bludenz |
| ja   | Datei hochladen | Wohnhaus HERIS-ID: 46860 Objekt-ID: 49140 | Spitalgasse 8 Standort KG: Bludenz            | Das Vorstadtwohnhaus in der Spitalgasse 8 ist ein schlichter zweigeschoßiger Bau mit Gartenhäuschen. | BDA-Hist.: Q38024251 Status: Bescheid Stand der BDA-Liste: 2025-06-30 Name: Wohnhaus GstNr.: .6 (ehem.), 15 Bludenz Spitalgasse 8 Wohnhaus |
| ja   | Datei hochladen | Villa HERIS-ID: 112418 Objekt-ID: 130597seit 2017 | Spitalgasse 11 Standort KG: Bludenz           | Die Villa im Heimatstil weist einen überdachten Eingang mit Schmiedeeisengeländer, ein Mansarddach und einen geschweiften Zwerchgiebel auf. | BDA-Hist.: Q37830702 Status: Bescheid Stand der BDA-Liste: 2025-06-30 Name: Villa GstNr.: .392/3, 827/1 |
| BW   | Datei hochladen | Villa Hugo Gassner HERIS-ID: 56113 Objekt-ID: 65111seit 2019                                                                                           | St. Annastraße 10 Standort KG: Bludenz        | Die Heimatstil-Villa in der St. Annastraße 10 wurde von Hugo Gassner zur Zeit der Industrialisierung errichtet. | BDA-Hist.: Q105645851 Status: Bescheid Stand der BDA-Liste: 2025-06-30 Name: Villa Hugo Gassner GstNr.: .825 |
| ja   | Datei hochladen | Kapelle hl. Leonhard HERIS-ID: 56342 Objekt-ID: 65652                                                                                                  | St. Leonhard Standort KG: Bludenz             | Die gotische Kapelle mit Fünfachtelchor sowie Glockentürmchen mit Spitzhelm wurde um 1390 errichtet. Der barocke Aufbau des Hochaltars entstand zwischen 1670 und 1680; etliche Figuren stammen hingegen noch aus der 2. Hälfte des 15. Jahrhunderts. | BDA-Hist.: Q38071515 Status: § 2a Stand der BDA-Liste: 2025-06-30 Name: Kapelle hl. Leonhard GstNr.: .568 Kapelle Sankt Leonhard, Bings |
| ja   | Datei hochladen | Volksschule Mitte und Musikschule HERIS-ID: 38647 Objekt-ID: 38231                                                                                     | St. Peterstraße 1 Standort KG: Bludenz        | Das monumentale dreigeschoßige Schulgebäude mit übergiebeltem Mittelrisalit wurde im 1886 im neomanieristischen Stil errichtet. Es steht inmitten einer Parkanlage. | BDA-Hist.: Q37982858 Status: § 2a Stand der BDA-Liste: 2025-06-30 Name: Volksschule Mitte und Musikschule GstNr.: .745, 248/2 Volksschule Mitte und Musikschule, Bludenz |
| ja   | Datei hochladen | Anlage Dominikanerinnenkloster St. Peter, Kirche und Wirtschaftsgebäude HERIS-ID: 59910 Objekt-ID: 71588                                               | St. Peterstraße 45 Standort KG: Bludenz       | Das Nonnenkloster St. Peter, gegründet in der zweiten Hälfte des 13. Jahrhunderts, ist das älteste noch bestehende Kloster Vorarlbergs. Nach einem Großbrand 1707 wurden die Klostergebäude neu errichtet und in der Folge mehrfach erweitert. 1721 wurde auch die alte Klosterkirche durch einen Neubau ersetzt. Im späten 20./frühen 21. Jahrhundert wurde die Anlage umfassend renoviert. | BDA-Hist.: Q1775952 Status: § 2a Stand der BDA-Liste: 2025-06-30 Name: Anlage Dominikanerinnenkloster St. Peter, Kirche und Wirtschaftsgebäude GstNr.: .398, .399, 1144, 1158, 1159, 1160 Kloster Sankt Peter (Bludenz)                                                                                                  |
| ja   | Datei hochladen | Mosterei HERIS-ID: 111396 Objekt-ID: 129228 | bei St. Peterstraße 45 Standort KG: Bludenz   | | BDA-Hist.: Q37823969 Status: Bescheid Stand der BDA-Liste: 2025-06-30 Name: Mosterei GstNr.: .396 Bludenz St.Peterstraße Mosterei |
| ja   | Datei hochladen | Stallscheune HERIS-ID: 111395 Objekt-ID: 129227 | bei St. Peterstraße 45 Standort KG: Bludenz   | | BDA-Hist.: Q37823954 Status: Bescheid Stand der BDA-Liste: 2025-06-30 Name: Stallscheune GstNr.: .395 Bludenz St.Peterstraße Stallscheune |
| BW   | Datei hochladen | Lieperthaus HERIS-ID: 113876seit 2021 | Sturnengasse 7 Standort KG: Bludenz           | Das im Kern aus der ersten Hälfte des 16. Jahrhunderts stammende Haus ist durch eine tonnengewölbte Einfahrt mit gekehltem Rundbogentor erschlossen. | BDA-Hist.: Q107707659 Status: Bescheid Stand der BDA-Liste: 2025-06-30 Name: Lieperthaus GstNr.: .168, .169, .170, .171 |
| ja   | Datei hochladen | Wohnhaus HERIS-ID: 111534 Objekt-ID: 129429 | Sturnengasse 9 Standort KG: Bludenz           | Das dreigeschoßige Wohnhaus mit schlichter Fassade stammt im Kern aus dem 16. Jahrhundert. | BDA-Hist.: Q37824586 Status: Bescheid Stand der BDA-Liste: 2025-06-30 Name: Wohnhaus GstNr.: .161, .163, .164, .165 Bludenz Sturnengasse 9 Wohnhaus |
| ja   | Datei hochladen | Wohnhaus HERIS-ID: 56101 Objekt-ID: 65098seit 2017 | Sturnengasse 11 Standort KG: Bludenz          | Das im Kern aus dem 16. Jahrhundert stammende Wohnhaus blieb im Laufe seiner Existenz von größeren Veränderungen verschont. Es hat ein flaches Satteldach, ein tief liegendes, flachbogiges Kellerportal mit Holzrahmung und ebenfalls holzgerahmte versprosste Fenster, die im Obergeschoß zudem mit Jalousienläden ausgestattet sind. | BDA-Hist.: Q38070016 Status: Bescheid Stand der BDA-Liste: 2025-06-30 Name: Wohnhaus GstNr.: .160 |
| ja   | Datei hochladen | Stadtturm, Pulverturm HERIS-ID: 33402 Objekt-ID: 30872                                                                                                 | Sturnengasse 24 Standort KG: Bludenz          | Der Stumpf des ehemaligen Südwestturms der Stadtbefestigung stammt aus dem späten 15. Jahrhundert. Er blieb auch nach dem Abbruch der Befestigung zwischen den Jahren 1818 und 1846 erhalten. | BDA-Hist.: Q37952142 Status: Bescheid Stand der BDA-Liste: 2025-06-30 Name: Stadtturm, Pulverturm GstNr.: .220 Pulverturm Bludenz |
| BW   | Datei hochladen | Verwaltungsarrest HERIS-ID: 56119 Objekt-ID: 65119seit 2020                                                                                            | Untersteinstraße 2 Standort KG: Bludenz       | Das Arrestgebäude (zuletzt Polizeianhaltezentrum) gehört zu einem 1927–1929 errichteten Komplex, der ursprünglich als Bezirkshauptmannschaft (siehe Sparkassenplatz 2) errichtet wurde und später als Bezirksgericht und Gendarmerie- bzw. Polizeipostenkommando Verwendung fand. | BDA-Hist.: Q105645854 Status: Bescheid Stand der BDA-Liste: 2025-06-30 Name: Verwaltungsarrest GstNr.: .1202 |
| ja   | Datei hochladen | Villa Föger HERIS-ID: 113188 Objekt-ID: 131436seit 2019                                                                                                | Walserweg 11 Standort KG: Bludenz             | Die Villa Föger, ein mit 1907 bezeichneter Jugendstilbau, hat eine mehrstöckige Veranda mit Holzschnitzereien. Formen des Jugendstils sind insbesondere am Fassadenstuck, an den Fenstern des Stiegenhauses, im Fachwerk der Dachzone sowie am gemauerten Gartenportal erkennbar. | BDA-Hist.: Q105647016 Status: Bescheid Stand der BDA-Liste: 2025-06-30 Name: Villa Föger GstNr.: .881 |
| ja   | Datei hochladen | Persönlichkeitsdenkmal, Riedmillerdenkmal HERIS-ID: 66824 Objekt-ID: 79733                                                                             | Werdenbergerstraße Standort KG: Bludenz       | Das Denkmal für Bernhard Riedmiller, den Hauptmann der Bludenzer Schützen in den Napoleonischen Kriegen, schuf Georg Matt im Jahr 1905. | BDA-Hist.: Q38114615 Status: § 2a Stand der BDA-Liste: 2025-06-30 Name: Persönlichkeitsdenkmal, Riedmillerdenkmal GstNr.: 3586/1 Riedmiller monument, Bludenz |
| ja   | Datei hochladen | Bürgerhaus, Stadtapotheke HERIS-ID: 33404 Objekt-ID: 30874                                                                                             | Werdenbergerstraße 26 Standort KG: Bludenz    | Das dreigeschoßige Bürgerhaus erhielt um die Mitte des 19. Jahrhunderts seine frühhistoristische Fassadengliederung. | BDA-Hist.: Q37952153 Status: Bescheid Stand der BDA-Liste: 2025-06-30 Name: Bürgerhaus, Stadtapotheke GstNr.: .93 |
| ja   | Datei hochladen | Wohnhaus HERIS-ID: 33405 Objekt-ID: 30875 | Werdenbergerstraße 27 Standort KG: Bludenz    | Das dreigeschoßige Haus mit Satteldach stammt im Kern aus dem 16. und 17. Jahrhundert; seine Fassade wurde aber später erneuert. | BDA-Hist.: Q37952163 Status: Bescheid Stand der BDA-Liste: 2025-06-30 Name: Wohnhaus GstNr.: .99 Bludenz Werdenbergerstraße 27 Wohnhaus |
| ja   | Datei hochladen | Wohnhaus HERIS-ID: 33406 Objekt-ID: 30876 | Werdenbergerstraße 29 Standort KG: Bludenz    | Das Wohnhaus mit Korbbogenportal stammt im Kern aus dem 16. Jahrhundert. | BDA-Hist.: Q37952174 Status: Bescheid Stand der BDA-Liste: 2025-06-30 Name: Wohnhaus GstNr.: .100 Bludenz Werdenbergerstraße 29 Wohnhaus |
| ja   | Datei hochladen | Wohnhaus HERIS-ID: 33407 Objekt-ID: 30877 | Werdenbergerstraße 31 Standort KG: Bludenz    | Das dreigeschoßige Bürgerhaus mit mächtigem Satteldach stammt im Kern aus dem 16. und 17. Jahrhundert. Fassade und Inneres wurden später erneuert. | BDA-Hist.: Q37952183 Status: Bescheid Stand der BDA-Liste: 2025-06-30 Name: Wohnhaus GstNr.: .101 Bludenz Werdenbergerstraße 31 Wohnhaus |
| ja   | Datei hochladen | Wohn-, Geschäfts- und Verwaltungsgebäude HERIS-ID: 33408 Objekt-ID: 30878                                                                              | Werdenbergerstraße 38 Standort KG: Bludenz    | Das etwas zurückgesetzt stehende dreigeschoßige Bürgerhaus mit gestaffelter Fassade stammt im Kern aus dem 16. und 17. Jahrhundert. Die neomanieristische Portalumrahmung ist mit 1885 bezeichnet. | BDA-Hist.: Q37952194 Status: Bescheid Stand der BDA-Liste: 2025-06-30 Name: Wohn-, Geschäfts- und Verwaltungsgebäude GstNr.: .104 |
| ja   | Datei hochladen | Haus Tschofen HERIS-ID: 113244 Objekt-ID: 131521seit 2019                                                                                              | Zürcherstraße 7 Standort KG: Bludenz          | Das Haus in der Zürcherstraße 7 ist gekennzeichnet durch stereometrische Bauglieder und wurde unter Verwendung von Backsteinen errichtet. | BDA-Hist.: Q105647062 Status: Bescheid Stand der BDA-Liste: 2025-06-30 Name: Haus Tschofen GstNr.: .1258 Bludenz Haus Tschofen |
| ja   | Datei hochladen | Kath. Pfarrkirche hl. Kreuz HERIS-ID: 56337 Objekt-ID: 65646                                                                                           | Standort KG: Bludenz                          | Die Stadtpfarrkirche wurde von 1932 bis 1934 mit Architekt Albert Otto Linder erbaut. Glasmalerei von Carl Rieder. Volksaltar von Herbert Albrecht. Kreuzwegreliefs von Emil Suthar. | BDA-Hist.: Q1594933 Status: § 2a Stand der BDA-Liste: 2025-06-30 Name: Kath. Pfarrkirche hl. Kreuz GstNr.: .1321 Heilig-Kreuz-Kirche (Bludenz) |
| ja   | Datei hochladen | Siedlungsgebiet, Befestigungs/Militärbauten, Archäologisches Fundhoffnungsgebiet, Stadtbefestigung und Treppenanlagen HERIS-ID: 84892 Objekt-ID: 99050 | Standort KG: Bludenz                          | Anmerkung: GStNr. 11 bei der Laurentiuskirche | BDA-Hist.: Q38184202 Status: § 2a Stand der BDA-Liste: 2025-06-30 Name: Siedlungsgebiet, Befestigungs/Militärbauten, Archäologisches Fundhoffnungsgebiet, Stadtbefestigung und Treppenanlagen GstNr.: 11, 9/1, 12, 179/1, .63, 9/2, 13/4, 177, 3573, 3574, 3591/1, 3593, 3594, 3931, .58, 179/2 Stadtbefestigung Bludenz |
| BW   | Datei hochladen | Prähistorische, römerzeitliche und frühmittelalterliche Höhensiedlung Montikel HERIS-ID: 112793 Objekt-ID: 131013seit 2017                             | Standort KG: Bludenz                          | Am Montikel befand sich eine von der Bronzezeit bis in die Latènezeit bewohnte Höhensiedlung, von der zahlreiche dokumentierte Gerätschaften, Waffen, Keramiken und Schmuckstücke zeugen. Weitere Funde weisen auf eine Besiedlung in der Römerzeit und im frühen Mittelalter hin, wobei viele Gegenstände verschollen und nur noch aus früheren Aufzeichnungen rekonstruierbar sind. | BDA-Hist.: Q37832292 Status: Bescheid Stand der BDA-Liste: 2025-06-30 Name: Prähistorische, römerzeitliche und frühmittelalterliche Höhensiedlung Montikel GstNr.: 3514/1 |